# Vrpolje Ljubomir
Vrpolje Ljubomir är en ort i Bosnien och Hercegovina.   Den ligger i entiteten Republika Srpska, i den södra delen av landet, 120 km söder om huvudstaden Sarajevo. Vrpolje Ljubomir ligger 565 meter över havet och antalet invånare är 291.
Terrängen runt Vrpolje Ljubomir är kuperad. Närmaste större samhälle är Trebinje, 6,9 km söder om Vrpolje Ljubomir. 
Omgivningarna runt Vrpolje Ljubomir är en mosaik av jordbruksmark och naturlig växtlighet. Runt Vrpolje Ljubomir är det ganska tätbefolkat, med 67 invånare per kvadratkilometer.